# Georgina Zapata Lucero
Ana Georgina Zapata Lucero (12 de abril de 1981) es una política mexicana, miembro del Partido Revolucionario Institucional. Ha sido en dos ocasiones diputada federal. Su padre, Jorge Doroteo Zapata, es desde 1984 el líder de la Confederación de Trabajadores de México en el estado de Chihuahua.

## Estudios
Georgina Zapata es abogada egresada de la Universidad de las Américas, misma institución en la que tiene una especialidad en derecho internacional; tiene una maestría en Gobierno y Política Pública en la Universidad Panamericana y un doctorado en Administración Pública en la Universidad Anáhuac.

## Carrera política
Georgina Zapata es miembro activo del PRI desde 1999 y ha ocupado el cargo de consejera estatal y nacional. En 2009 fue elegida diputada federal suplente en representación del Distrito 2 de Chihuahua, siendo diputado propietario Héctor Murguía Lardizábal; en 2010 Murguía solicitó licencia al cargo para buscar la candidatura del PRI a Gobernador de Chihuahua, ocupando Georgina Zapata por primera ocasión lde diputación. La candidatura del PRI a gobernador fue finalmente obtenida por César Duarte Jáquez y Murguía retornó al cargo a inicios de 2010, pero ese mismo año solicitó licencia por segunda ocasión y en forma definitiva al ser postulado candidato y luego electo Presidente Municipal de Ciudad Juárez. Debido a ello, Georgina Zapata permaneció en el cargo de diputado durante el resto de la LXI Legislatura, hasta 2012.
En 2013 ocupó el cargo de Coordinadora de la Unidad de Apoyos y Relaciones Institucionales en ProMéxico y de ese año a 2015 el de Gerente del Programa de Ahorro de Energía del Sector Eléctrico de la Comisión Federal de Electricidad.
En 2015 fue postulada candidata del PRI a diputada federal por el mismo Distrito 2 de Chihuahua, esta vez con carácter de propietaria. Electa, asumió el cargo para LXIII Legislatura cuyo periodo de ejercicio es de 2015 a 2018. En la Cámara de Diputados ocupa los cargos de presidenta de la comisión de Trabajo y Previsión Social e integrante de la comisión de Asuntos de la Frontera Norte.
Solicitó y obtuvo licencia al cargo a partir del 20 de julio de 2017, para ser candidata a secretaria general del comité estatal del PRI en Chihuahua en fórmula con Omar Bazán Flores; siendo ratificados en el cargo el 30 de julio del mismo año.